# Hamburger Sportgala

Im Rahmen der Hamburger Sportgala werden seit 2006 die besten Sportler aus Hamburg ausgezeichnet. Die Auszeichnungen werden vom Hamburger Senat, der Handelskammer Hamburg, dem Hamburger Sportbund, ECE (seit 2016), dem Hamburger Abendblatt und dem NDR (seit 2016) vergeben. Vattenfall war von 2006 bis 2015 und Hamburg 1 von 2008 bis 2015 Partner der Veranstaltung. 
Von 2006 bis 2015 fand die Gala im Frühjahr im Börsensaal statt. 2016 bis 2019 wurden die Auszeichnungen im Dezember in der Volksbank Arena vergeben. Die Sportgala für 2020 fand wegen der COVID-19-Pandemie im Live-Stream am 13. April 2021 statt. Die Auszeichnungen für 2021 wurden im April 2022 in der Handelskammer Hamburg vergeben.

## Abstimmung
Eine Jury trifft eine Vorauswahl, die den Lesern des Hamburger Abendblatts präsentiert wird. Jury- und Leservotum gehen zu je 50 Prozent in die Auswertung ein.
Nach einer Pause 2015 wurde die Veranstaltung 2016 neu konzipiert; für die Sportlerwahl gab es keine unterschiedlichen Kategorien mehr. Ab 2017 gab es je eine Kategorie für Einzelsportler und für Mannschaften, zudem wurde wieder der Ehrenpreis verliehen. Seit 2019 werden auch Sportler und Sportlerinnen wieder getrennt gewählt.

## Preisträger der Hamburger Sportgala
| Jahr | Sportler / Sportlerin                                        | Sportler / Sportlerin                                        | Mannschaft                                                       | Ehrenpreis                                                               |
| ---- | ------------------------------------------------------------ | ------------------------------------------------------------ | ---------------------------------------------------------------- | ------------------------------------------------------------------------ |
| 2024 | Owen Ansah Leichtathletik (Hamburger SV)                     | Esther Henseleit Golf (Golf-Club Falkenstein)                | Nils Ehlers/Clemens Wickler Beachvolleyball (Eimsbütteler TV)    | Ingrid Unkelbach Langjährige Leiterin des OSP Hamburg/Schleswig-Holstein |
| 2023 | Sebastian Kördel Windsurfen (Norddeutscher Regatta Verein)   | Reem Khamis Karate (Harburger Turnerbund)                    | Anastasiya und Malte Winkel Segeln (NRV / Schweriner Yacht-Club) | —                                                                        |
| 2022 | Sebastian Kördel Windsurfen (Norddeutscher Regatta Verein)   | Lisa Altenburg Hockey (Der Club an der Alster)               | Golf-Club Falkenstein Golf (Damen- und Herrenteam)               | —                                                                        |
| 2021 | Boris Herrmann Segeln (Norddeutscher Regatta Verein)         | Edina Müller Para-Kanu (Hamburger Kanu Club)                 | Erik Heil/Thomas Plößel Segeln (Norddeutscher Regatta Verein)    | Alexander Otto Unternehmer und Stifter                                   |
| 2020 | Philipp Buhl Segeln                                          | Noma Noha Akugue Tennis                                      | Der Club an der Alster Hockey (Damen)                            | —                                                                        |
| 2019 | Torben Johannesen Rudern (Ruder-Club Favorite Hammonia)      | Esther Henseleit Golf (Golf-Club Falkenstein)                | Hamburg Towers Basketball (Herren)                               | Wladimir Klitschko Boxen                                                 |
| 2018 | Torben Johannesen Rudern (Ruder-Club Favorite Hammonia)      | Torben Johannesen Rudern (Ruder-Club Favorite Hammonia)      | Julius Thole/Clemens Wickler Beachvolleyball (Eimsbütteler TV)   | Michael Stich Tennis                                                     |
| 2017 | Torben Johannesen Rudern (Ruder-Club Bergedorf)              | Torben Johannesen Rudern (Ruder-Club Bergedorf)              | Laura Ludwig/Kira Walkenhorst Beachvolleyball (Hamburger SV)     | Marvin Willoughby Basketball                                             |
| Jahr | Sportler                                                     | Sportler                                                     | Sportler                                                         | Sportler                                                                 |
| 2016 | Laura Ludwig/Kira Walkenhorst Beachvolleyball (Hamburger SV) | Laura Ludwig/Kira Walkenhorst Beachvolleyball (Hamburger SV) | Laura Ludwig/Kira Walkenhorst Beachvolleyball (Hamburger SV)     | Laura Ludwig/Kira Walkenhorst Beachvolleyball (Hamburger SV)             |
| 2015 | nicht durchgeführt                                           | nicht durchgeführt                                           | nicht durchgeführt                                               | nicht durchgeführt                                                       |
| Jahr | Sportler                                                     | Sportlerin                                                   | Mannschaft                                                       | Ehrenpreis                                                               |
| 2014 | Markus Deibler Schwimmen (Hamburger Schwimm-Club)            | Laura Ludwig Beachvolleyball (Hamburger SV)                  | Harvestehuder THC Hockey (Herren)                                | Franz Beckenbauer Fußball                                                |
| 2013 | Domagoj Duvnjak Handball (HSV Hamburg)                       | Laura Ludwig Beachvolleyball (Hamburger SV)                  | HSV Hamburg Handball (Herren)                                    | Hermann Rieger Physiotherapeut                                           |
| 2012 | Moritz Fürste Hockey (Uhlenhorster HC)                       | Edina Müller Rollstuhlbasketball (Hamburger SV)              | Team Hamburg Olympische Sommerspiele 2012                        | Reinhold Beckmann Fernsehmoderator                                       |
| 2011 | Eric Johannesen Rudern (Ruder-Club Bergedorf)                | Janne Müller-Wieland Hockey (Uhlenhorster HC)                | HSV Hamburg Handball (Herren)                                    | Franziska van Almsick Schwimmen                                          |
| 2010 | Steffen Deibler Schwimmen (Hamburger Schwimm-Club)           | Kim Kulig Fußball (Hamburger SV)                             | Johannes Polgar/Markus Koy Segeln (Norddeutscher Regatta Verein) | Uli Hoeneß Fußball                                                       |
| 2009 | Guillaume Gille Handball (HSV Hamburg)                       | Helke Nieschlag Rudern (Ruder-Gesellschaft Hansa)            | FC St. Pauli Fußball (Herren)                                    | Günter Netzer Fußball                                                    |
| 2008 | Sebastian Biederlack Hockey (Der Club an der Alster)         | Dorothee Vieth Handbike (Hamburger SV)                       | Uhlenhorster HC Hockey (Herren)                                  | Klaus-Peter Kohl Boxen                                                   |
| 2007 | Pascal Hens Handball (HSV Hamburg)                           | Susianna Kentikian Boxen (Spotlight Boxing)                  | HSV Hamburg Handball (Herren)                                    | Greta Blunck Hockey                                                      |
| 2006 | Moritz Fürste Hockey (Uhlenhorster HC)                       | Okka Rau Beachvolleyball (Hamburger SV)                      | HSV Hamburg Handball (Herren)                                    | Hans-Otto Schümann Segeln                                                |
| 2005 | Rafael van der Vaart Fußball (Hamburger SV)                  | Margareta Kozuch Volleyball (TV Fischbek)                    | Hamburger SV Fußball (Herren)                                    | Uwe Seeler Fußball                                                       |

## Active City Award
Mit diesem Preis werden seit 2017 Personen, Institutionen oder Projekte ausgezeichnet, die das Active City-Leitbild in besonderer Weise mit Leben gefüllt haben. Dazu gehören zum Beispiel „Aktivitäten, die Menschen zu Sport aktivieren und leichte Zugänge zu Sportangeboten schaffen, Mitmachmöglichkeiten für Jedermann bieten, neue innovative und integrative Ideen zur Bewegungsförderung entwickeln, zur Kommunikation und Vernetzung in allen Bereichen des Sports beitragen und das Bild Hamburgs als aktive Stadt in besonderem Maße prägen“.
Preisträger
| Jahr | Person / Institution                       | Grund |
| ---- | ------------------------------------------ | --- |
| 2024 | Peter Merck                                | Seit Jahren engagierter Unterstützer des Hamburger Sports, auch von „Initiativen, die die Hamburger Sportwelt bereichern“ |
| 2023 | Team Special Olympics Hamburg              | Bringt Menschen mit und ohne geistige Behinderung zusammen, schafft mit diesen Begegnungen gegenseitiges Verständnis.     |
| 2022 | Patrick Esume                              | Ehemaliger American-Football-Spieler und -Coach, „in vielen Projekten sozial engagiert“                                   |
| 2021 | Evangelische Stiftung Alsterdorf           | Das Projekt „Sportlotse – gemeinsam mehr bewegen“                                                                         |
| 2020 | ProQuartier (Tochtergesellschaft der SAGA) | Das Konzept „Balkonsport“                                                                                                 |
| 2019 | Björn Lengwenus                            | Außerordentlicher Einsatz bei der Unterstützung des Hamburger Sportnachwuchses                                            |
| 2018 | Norddeutscher Regatta Verein               | Helga Cup, größte Frauenregatta weltweit                                                                                  |
| 2017 | ParkSportInsel e. V.                       | Einzigartig vielfältiges Angebot an Sport und Bewegung im Wilhelmsburger Inselpark                                        |

## SportMerkur
Im Rahmen der Hamburger Sportgala zeichnete die Handelskammer Hamburg bis 2014 darüber hinaus Unternehmen aus der Metropolregion Hamburg für außerordentliches Engagement im Sport aus. Die Kategorien lauteten „Großes Unternehmen“, „Kleines Unternehmen“ und „Betriebssport“. Es erfolgte keine klare Definition anhand „harter“ Kriterien; Umsatz, Bilanzsumme und Mitarbeiterzahl gaben Anhaltspunkte für die Kategorisierung. 2007 und seit 2010 gab es die Unterteilung nicht, stattdessen erhielt ein besonders herausragendes Unternehmen die Auszeichnung.
Kriterien für die Vergabe des SportMerkur waren Kontinuität, konkrete Erfolge, Mitarbeitereinbindung, Quantität (in Relation zur Größe) und gelungene Kooperationen mit Vereinen, Verbänden etc. Über die auszuzeichnenden Unternehmen entschied eine Jury mit Vertretern aus Sport und Wirtschaft.
Preisträger
| Jahr | Großes Unternehmen          | Kleines Unternehmen         | Betriebssport           |
| ---- | --------------------------- | --------------------------- | ----------------------- |
| 2014 | Asklepios Kliniken Hamburg  | Asklepios Kliniken Hamburg  | Hauni Maschinenbau      |
| 2013 | Kravag-Logistic             | Kravag-Logistic             | Dole Fresh Fruit Europe |
| 2012 | Globetrotter                | Globetrotter                | Beiersdorf              |
| 2011 | Sparkasse Harburg-Buxtehude | Sparkasse Harburg-Buxtehude | E.ON Hanse AG           |
| 2010 | ECE Projektmanagement       | ECE Projektmanagement       | Buss Group              |
| 2009 | Hamburg-Mannheimer          | Levantehaus                 | Hamburg Wasser          |
| 2008 | Hamburg Wasser              | WS Dienstleistungen         | Gruner + Jahr           |
| 2007 | Norddeutsche Affinerie      | Norddeutsche Affinerie      | Hamburg-Mannheimer      |
| 2006 | Hamburger Sparkasse         | Meyer & John                | Mankiewicz              |
| 2005 | Buss Group                  | Fleischgroßmarkt Hamburg    | Lufthansa Technik       |